# Distretto di Tiefeng
Il distretto di Tiefeng (铁锋区S, Tiěfēng QūP) è un distretto della Cina, situato nella provincia di Heilongjiang e amministrato dalla prefettura di Qiqihar.